# 瓦恩斯多夫足球會
FK Varnsdorf（瓦恩斯多夫足球會）是一支位於捷克拉貝河畔烏斯季的職業足球會，目前於捷克足球乙級聯賽角逐。

## 外部連結
- Official website （页面存档备份，存于） （捷克文）